# Acronicta destrigata
Acronicta destrigata är en fjärilsart som beskrevs av Latin 1940. Acronicta destrigata ingår i släktet Acronicta och familjen nattflyn. Inga underarter finns listade i Catalogue of Life.